# Liste der brasilianischen Botschafter in Zypern
Die Botschaft befindet sich in der Odos Acheon 14, Ayios Andreas in Nikosia.

## Geschichte
Die Regierungen von Zypern und Brasilien unterhalten seit 1966 diplomatische Beziehungen, bis 2010 residierte der Botschafter in Tel Aviv.
| Ernannt       | Name                                | Bemerkungen | Mensagem Senado Federal | im Senat des Nationalkongress vorgestellt am | ernannt von               | akkreditiert bei                | Posten verlassen |
| ------------- | ----------------------------------- | ----------- | ----------------------- | -------------------------------------------- | ------------------------- | ------------------------------- | ---------------- |
| 28. Juni 1988 | Asdrubal Pinto de Ulysseia          |             | MSF 110/1988            |                                              | José Sarney               | Georges Vassiliou               |                  |
| 11. Juni 1992 | Ivan Oliveira Cannabrava            |             | MSF 207 de 1992         |                                              | Itamar Franco             | Georges Vassiliou               |                  |
| 2. Mai 1997   | Pedro Paulo Pinto Assumpção         |             | MSF 62 de 1997          | 14. Apr. 1997                                | Fernando Henrique Cardoso | Glafkos Klerides                |                  |
| 14. Okt. 1999 | José Nogueira Filho                 |             | MSF 164 de 1999         | 21. Sep. 1999                                | Fernando Henrique Cardoso | Glafkos Klerides                |                  |
| 7. Nov. 2003  | Sérgio Eduardo Moreira Lima         |             | MSF 10 de 2003          | 28. Okt. 2003                                | Luiz Inácio Lula da Silva | Tassos Papadopoulos             |                  |
| 8. Aug. 2006  | Pedro Motta Pinto Coelho            | [ 1 ]       | MSF 165 de 2006         | 2. Aug. 2006                                 | Luiz Inácio Lula da Silva | Tassos Papadopoulos             |                  |
| 29. Nov. 2010 | Dante Coelho de Lima                |             | MSF 121 de 2010         | 9. Nov. 2010                                 | Luiz Inácio Lula da Silva | Kabinett Dimitris Christofias I |                  |
| 31. Mai 2013  | Appio Claudio Muniz Acquarone Filho | [ 2 ]       |                         |                                              | Dilma Rousseff            | Kabinett Nikos Anastasiadis I   |                  |